# Nesticella xiongmao
Espèce
Nesticella xiongmao est une espèce d'araignées aranéomorphes de la famille des Nesticidae.

## Distribution
Cette espèce est endémique du Sichuan en Chine,. Elle se rencontre dans le xian de Baoxing vers 1 180 m d'altitude.

## Description
Le mâle holotype mesure 2,45 mm et la femelle paratype 2,91 mm.

## Publication originale
- Lin, Ballarin & Li, 2016 : A survey of the spider family Nesticidae (Arachnida, Araneae) in Asia and Madagascar, with the description of forty-three new species. ZooKeys, no 627, p. 1-168.